# Joy Chambers
Joy Chambers-Grundy (Ipswich, Queensland, Australia;[cita requerida] 1947–Bermudas, 17 de septiembre de 2023) fue una empresaria, escritora y actriz australiana, más conocida por haber interpretado a  Rosemary Daniels en la serie Neighbours. 

## Biografía
Su hermano el Dr. John Chambers, también ha escrito libros como A Traveller's History of Australia, A Traveller's History of New Zealand, The South Pacific Islands y On The Road Histories: Hawaii.
Chambers tuvo el honor de ser el Patrón Internacional de la Fiesta de la Poesía de Ipswich.
En octubre de 1972 Joy se casó con el productor y magnate de medios Reg Grundy. La pareja llevaba junta más de 37 años y se conocieron cuando Joy tenía apenas 18 años y Reg estaba en sus 40s en una audición en Brisbane a finales de 1960.

## Carrera
En 1978 dio vida a Rita Merrick en la serie The Restless Years.
En 1981 apareció como invitada en la serie The Young Doctors donde interpretó a la Doctora Robyn Porter.
De 1986 a 1998 interpretó por primera vez a la ambiciosa empresaria Rosemary Daniels en al aclamada serie australiana Neighbours, Joy dejó la serie para centrarse en su escritura y desde entonces ha publicado cinco novelas.
En el 2005 Rosemary regresó como invitada a la serie para aparecer en el documental de Annalise Hartman y poco después apareció en otros episodios para apoyar a Paul Robinson, quien recientemente había perdido su pierna. Para el aniversario número 25 de la serie Joy volvió para interpretar de nuevo a Rosemary el 6 de julio de 2010.

## Filmografía
Series de televisión
| Año                     | Título             | Personaje        | Notas             |
| ----------------------- | ------------------ | ---------------- | ----------------- |
| 1986 - 1998, 2005, 2010 | Neighbours         | Rosemary Daniels | 71 episodios      |
| 1981                    | The Young Doctors  | Robyn Porter     | episodio # 1.1077 |
| 1978                    | The Restless Years | Rita Merrick     | tv serie          |

Películas
| Año  | Título     | Personaje | Notas                    |
| ---- | ---------- | --------- | ------------------------ |
| 1977 | All at Sea | Joy       | junto a Cornelia Frances |

Novelas
| Año  | Título             | Notas |
| ---- | ------------------ | ----- |
| 2006 | For Freedom        | -     |
| 2003 | None But the Brave | -     |
| 2000 | Vale Valhalla      | -     |
| 1994 | My Zulu Myself     | -     |
| 1992 | Mayfield           | -     |

## Premios y nominaciones
| Año  | Categoría                           | Premio      | Resultado |
| ---- | ----------------------------------- | ----------- | --------- |
| 1970 | Queensland: Best Female Personality | Logie Award | Ganadora  |
| 1969 | Queensland: Best Female Personality | Logie Award | Ganadora  |